# 미닛메이드
미닛메이드(Minute Maid)는 1945년부터 생산된 글로벌 주스 브랜드로, 1960년 코카콜라 컴퍼니에 인수되어 현재에 이르고 있는 브랜드이다. 대한민국에서는 2005년 3월 17일에 출시되었으며, 제품군으로는 오리지널100, 프리미엄플러스, 후레쉬, 쿠우 등이 있다. 세계적인 시장조사 기관인 유로모니터에 따르면, 2002년 전 세계적으로 2백 5십만톤이 판매되었다.

## 종류
- 오리지널 100
  - 오리지널 100 오렌지
  - 오리지널 100 포도
- 오리지널
  - 오리지널 제주감귤
  - 오리지널 알로에
  - 오리지널 망고
  - 오리지널 매실
  - 오리지널 토마토
- 홈스타일
  - 홈스타일 오렌지 100
  - 홈스타일 청포도
  - 홈스타일 자몽
- 후레쉬
  - 후레쉬 오렌지
  - 후레쉬믹스 사과&리치
  - 후레쉬믹스 오렌지&자몽
- 오리진에이드
  - 오리진에이드 레몬
  - 오리진에이드 자몽
- 스파클링
  - 스파클링 유자
  - 스파클링 청포도
- 조이
  - 조이 오렌지
  - 조이 포도
  - 조이 애플리치
- 펄피
  - 펄피 오렌지
  - 펄피 레몬
- 쿠우
  - 오렌지
  - 포도
- 쿠우 젤리
  - 쿠우젤리 포도
  - 쿠우젤리 복숭아
- 벌꿀유자
- Hi-C